# General Atomics MQ-9 Reaper
General Atomics MQ-9 Reaper (prej Predator B) je enomotorno turbopropelersko brezpilotno bojno letalo (dron), ki ga je načrtovalo ameriško podjetje General Atomics Aeronautical Systems (GA-ASI). Glavni uporabnik so Ameriške letalske sile (USAF). Po izgledu je podoben MQ-1 Predatorju, je pa Reaper dosti večji in bolj sposoben. Za pogon uporablja 950 konjski turbopropelerski motor, za razliko od Predatorja, ki je imel 115 konjski batni motor.
MQ-9 je lahko oborožen z okrog 2 tonami orožja, največkrat vodljive bombe (JDAM ali GBU-12) ali vodljive rakete AGM-114 Hellfire. Čas leta polno naloženega letala je 14 ur, če pa je lahko naložen in uporablja dva dodatna 450 kg rezervoarja za gorivo lahko leti do 42 ur. 
Reaper se je bojno uporabljal v Afganistanu in Iraku.

## Specifikacije
Podatki iz USAF Fact Sheet,
Splošne značilnosti
- Posadka: 2 na zemlji
- Dolžina: 36 ft 1 in (11 m)
- Razpon kril: 65 ft 7 in (20 m)
- Višina: 12 ft 6 in (3,81 m)
- Teža praznega letala: 4.901 lb (2.223 kg)
- Maks. vzletna teža: 10.494 lb (4.760 kg)
- Kapaciteta goriva: 4000 lb (1800 kg)
- Tovor: 3.800 lb (1.700 kg)
  - Notranji: 800 lb (360 kg)
  - Zunanji: 3.000 lb (1.400 kg)
- Pogon letala: 1 × Honeywell TPE331-10 turboprop, 900 hp (671 kW)  z Digital Electronic Engine Control (DEEC)

Zmogljivost
- Maks. hitrost: 300 mph; 260 kn (482 km/h)
- Potovalna hitrost: 194 mph; 169 kn (313 km/h) [4]
- Doseg: 1.151 mi; 1.852 km (1.000 nmi)
- Trajanje leta: 14 ur (polno naložen)[5]
- Višina leta (servisna): 50.000 ft (15.240 m)
- Operativna višina: 25000 ft (7,5 km)

Oborožitev

- 7 nosilcev
  - Do 1.500 lb (680 kg) na dveh notranjih nosilcih
  - Do 750 lb (340 kg) na dveh srednjih nosilcih
  - Do 150 lb (68 kg) na zunanjih nosilcih
- Do 4x vodljive rakete AGM-114 Hellfire in 2x 500 lb (230 kg) GBU-12 Paveway II lasersko vodene bombe. Možna tudi oborožitev z 230 kg GBU-38 Joint Direct Attack Munition (JDAM) GPS vodeno bombo ali pa raketami  AIM-92 Stinger

Letalska elektronika

- AN/APY-8 Lynx II radar[6]
- Raytheon SeaVue Marine iskalni radar (na verzijah Guardian variants)<[7]
- AN/DAS-1 MTS-B Multi-Spectral Targeting System[8]